# Il liceo del rock 'n' roll
Il liceo del rock 'n' roll (Rock 'n' Roll High School) è una commedia del 1979, prodotta da Michael Finnell e diretta da Allan Arkush che vede la partecipazione della band punk Ramones.

Nei primi anni '90 ispirò il gruppo grunge Nirvana nella realizzazione del video della loro canzone Smells Like Teen Spirit.

## Trama
La Vince Lombardi High School continua a perdere i propri dirigenti scolastici, vittime di continui crolli nervosi, dovuti agli studenti che con la loro dedizione verso il Rock and roll portano alla disperazione i presidi. La leader degli studenti è Riff Randall, la più grande fan dei Ramones della scuola, capace di attendere in fila ad un botteghino per tre giorni pur di riuscire ad ottenere i biglietti di un loro concerto, e sperando d'incontrare Joey Ramone per dargli un brano che ha scritto, Rock 'n' Roll High School.
Quando la preside Togar butta i loro biglietti nella spazzatura, Riff e la sua migliore amica Kate Rambeau trovano un altro modo per incontrare i loro eroi, vincendo un contest in radio.
Successivamente la preside Togar, insieme ad un gruppo di genitori, sequestra e dà alle fiamme i dischi di rock nd roll di proprietà dei giovani dell'istituto, che per risposta iniziano una rivolta, riuscendo ad ottenere il controllo dell'istituto insieme ai Ramones, eletti studenti onorari dai loro stessi fan.
La preside poi chiama la polizia, la quale chiede agli studenti di abbandonare l'istituto.
Gli studenti obbediscono ma, per ripicca, provocano un'esplosione all'interno dello stesso.